# 西ミサミス州

ミサミス・オクシデンタル州

西ミサミス州（にしミサミスしゅう、Province of Misamis Occidental）は、フィリピン南部ミンダナオ島のサンボアンガ半島にある州だが、行政区分では北ミンダナオ地方（Northern Mindanao, Region X）に属している。西はサンボアンガ半島地方の北サンボアンガ州、南サンボアンガ州に接している。東のイリガン湾、パンギル湾の向こう側は北ラナオ州、東ミサミス州がある。面積は1,939.3km2、人口は486,72人（2000年）、州都はオロキエタ（Oroquieta）で、州内には他にオザミス（Ozamiz）、タングブ（Tangub）という2つの都市がある。